# Otnielia
Otnielia (Othnielia) – roślinożerny dinozaur ptasiomiedniczny z rodziny hipsylofodonów.
Żył w okresie późnej jury (ok. 171-167 mln lat temu) na terenach Ameryki Północnej. Długość ciała ok. 1,5-2 m, masa ok. 20 kg. Jego szczątki znaleziono w USA (stany Wyoming, Utah i Kolorado).
Właściwie po raz pierwszy szczątki otnielii odkrył amerykański paleontolog Othniel Charles Marsh w 1877 r. Uznał jednak, że są to szczątki nanozaura. Dopiero sto lat później stwierdzono, że mamy do czynienia z innym, nieznanym dotąd rodzajem dinozaura. Brytyjski paleontolog Peter M. Galton nadał mu nazwę Othnielia - na cześć pierwszego odkrywcy.
Otnielia była typowym hipsylofodonem z długimi, tylnymi nogami, lekkiej budowy ciała oraz krótkimi pięciopalczastymi kończynami przednimi.
Gatunki:
- Othnielia rex (Marsh, 1877)
- Othnielia multidens (He i Cai/Paul 1983/1996)